# Карпово (Солонешенський район)
Ка́рпово (рос. Карпово) — село у складі Солонешенського району Алтайського краю, Росія. Адміністративний центр Карповської сільської ради.

## Населення
Населення — 342 особи (2010; 393 у 2002).
Національний склад (станом на 2002 рік):
- росіяни — 96 %